# 西麻布三丁目北東地区
西麻布三丁目北東地区（にしあざぶさんちょうめほくとうちく）は東京都港区の再開発地区。デベロッパーは野村不動産とケン・コーポレーション。

## 経緯
この再開発は2004年にまちづくり協議会が発足し、その後は、野村不動産とケン・コーポレーションが事業協力者として加わり、2013年に市街地再開発準備組合が設立された。
2019年4月19日に東京都港区から都市計画決定の告示が行われ、2020年9月10日に東京都から市街地再開発組合の設立を認可され、2023年2月15日に東京都知事から権利変換計画の認可を受けた。
なお、スケジュールに関しては、2019年4月19日時点では、2020年度に工事着工、2025年度に竣工となっていたが、2023年2月15日時点では、2023年度に工事着工、2028年度に竣工とスケジュールが大きく遅れていたが、実際は、2025年3月に着工した。なお、2025年4月23日時点での竣工予定時期は2029年度に変更となっている。

## 特徴
この地区は『六本木ヒルズ』に隣接しており、緊急輸送道路の補助10号線（通称：テレビ朝日通り）が整備されておらず、緑や公園といったオープンスペースが足りていないといった課題を抱えていた。今回の再開発で、補助10号線の拡幅や『六本木ヒルズ』を含めた周辺地区の回遊性を向上させる歩行者デッキに加え、地域の拠点となるオープンスペースを整備することによって、この地区の安全性・防災性を高め、賑わいも創出する。
歴史ある寺社である長幸寺、妙善寺、桜田神社を範囲内に含むが、これらについては範囲外に移転せず再配置する予定。